# Терористичний акт у Танті та Александрії (2017)
Терористичний акт у Танті та Александрії — серія вибухів, що сталися біля християнських храмів у єгипетських містах Александрія і Танта 9 квітня 2017 року, під час святкування Вербної неділі. Загалом внаслідок подвійного теракту загинуло близько 45 та поранено більше ніж 136 осіб.

## Перебіг подій
Вибух у коптській православній церкві Святого Георгія стався поряд з вівтарем. Загинули 29 осіб. 16 парафіян загинули в храмі Св. Марка в місті Александрія.

## Галерея

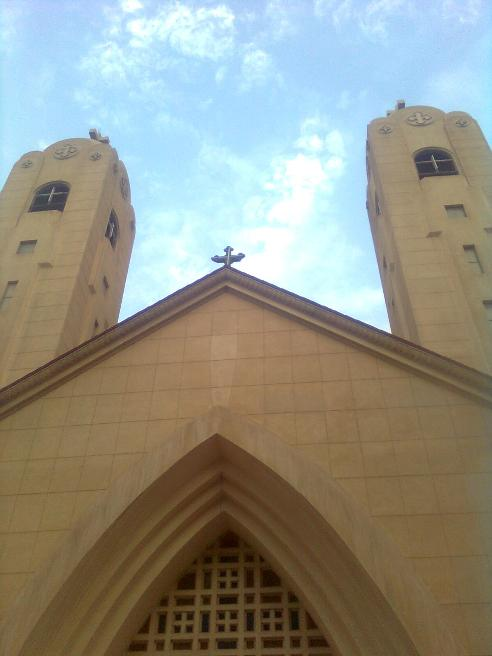
Коптський храм у Танті
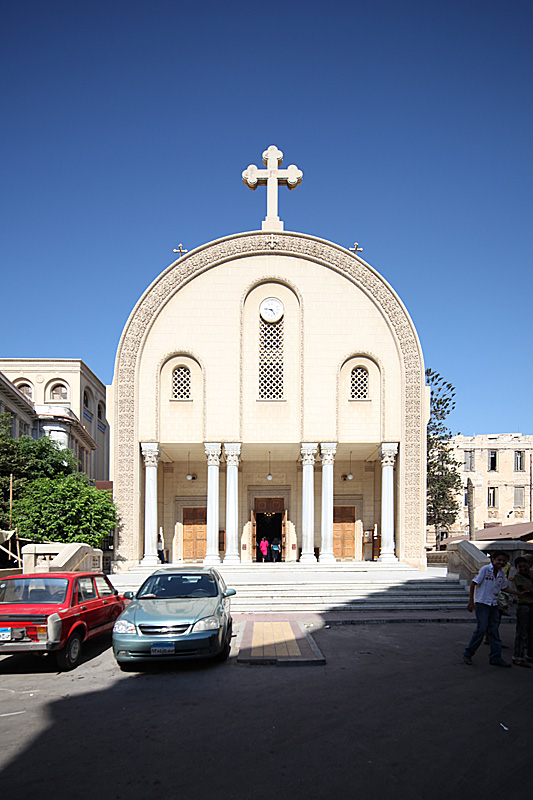
Храм Святого Марка в Александрії
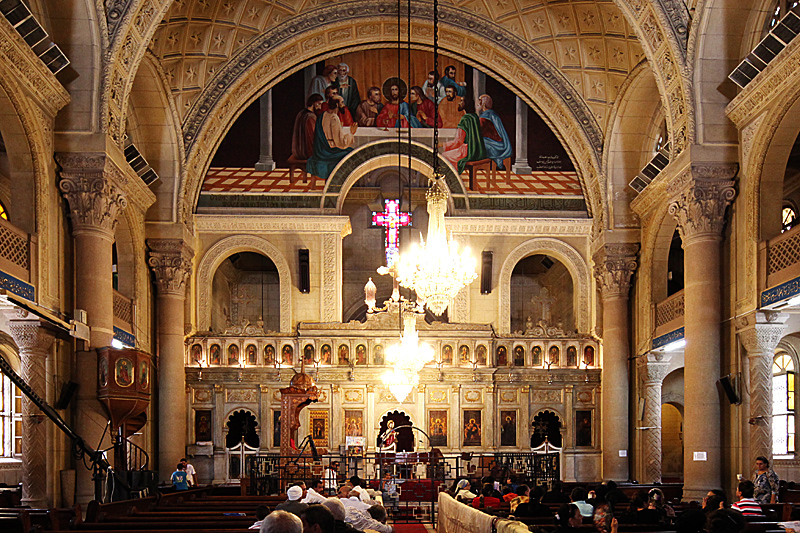
Інтер'єр Храму Святого Марка